# پائولا مولنهاور
پائولا مولنهاور (آلمانی: Paula Mollenhauer; ۲۲ دسامبر ۱۹۰۸ – ۷ ژوئیهٔ ۱۹۸۸) پرتاب‌گر دیسک زن اهل آلمان بود.